# Barbara Scriba-Hermann
Barbara Scriba-Hermann (* 1967 in Herford) ist eine deutsche politische Beamtin. Seit Oktober 2023 ist sie Staatsrätin bei der Senatorin für Gesundheit, Frauen und Verbraucherschutz der Freien Hansestadt Bremen.

## Leben

### Ausbildung
Scriba-Hermann absolvierte zunächst eine Ausbildung im Groß- und Außenhandel. 1994 schloss sie die Ausbildung zur Gesundheits- und Krankenpflegerin ab. 2001 schloss sie die Weiterbildung zur Pflegedienstleitung ab. 2010 schloss sie ihr Studium der Pflegewissenschaft und Psychologie an der Universität Bremen ab.

### Beruf
Von 1994 bis 1999 war Scriba-Hermann als Gesundheits- und Krankenpflegerin auf der Intensivstation im Nordwest-Krankenhaus Sanderbusch tätig. Von 1999 bis 2023 war sie im Rotes Kreuz Krankenhaus Bremen tätig: Von 1999 bis 2002 als Gesundheits- und Krankenpflegerin, von 2002 bis 2004 als pflegerische Abteilungsleiterin in der Abteilung Innere Medizin, von 2004 bis 2009 als stellvertretende Pflegedirektorin des Krankenhauses und schließlich von 2009 bis 2023 als Pflegerische Geschäftsführerin des Krankenhauses.

### Politik
Am 15. Oktober 2023 wurde Scriba-Hermann zur Staatsrätin in der Bremer Senatsverwaltung für Gesundheit, Frauen und Verbraucherschutz ernannt.